# دلفت کالونی (کالیفرنیا)
دلفت کالونی (به انگلیسی: Delft Colony) یک منطقهٔ مسکونی در ایالات متحده آمریکا است که در شهرستان تولار، کالیفرنیا واقع شده‌است. دلفت کالونی ۰٫۱۷۰ کیلومتر مربع مساحت و ۴۵۴ نفر جمعیت دارد و ۹۵٫۱ متر بالاتر از سطح دریا واقع شده‌است.